# Monophyllus redmani
Monophyllus redmani es una especie de murciélago de la familia Phyllostomidae.

## Distribución geográfica
Se encuentra en Bahamas, Cuba, la República Dominicana, Haití, Jamaica y Puerto Rico.